# Marko Bijač
Marko Bijač (Ragusa, 12 gennaio 1991) è un pallanuotista croato, portiere dello Jadran Spalato.
Nel 2017 è stato insignito con il LEN Award come miglior atleta del continente.

## Carriera
Affermatosi nel Jug Dubrovnik, dove è finalista nel 2012 e nel 2016 in Eurolega, nel giugno 2018 si trasferisce in Italia tra le file del Pro Recco sostituendo così tra i pali Goran Volarević. Il 5 giugno 2021 si laurea campione d'Europa difendendo i pali dei Biancocelesti nella finale di LEN Champions League vinta per 9 a 6 contro il Ferencváros. Soli tre giorni dopo la conquista del massimo titolo europeo firma un contratto biennale con l'Olympiakos. Nel 2024 viene ingaggiato dallo Jadran Spalato. Con la nazionale croata vanta cinque medaglie mondiali (due ori, un argento e due bronzi), un oro europeo (conquistato nel 2022), due argenti e un bronzo in World League ed un bronzo in Coppa del Mondo.

## Palmarès

### Club

#### Trofei nazionali
- Campionato italiano: 1

Pro Recco: 2018-19
- Coppe Italia: 2

Pro Recco: 2018-19, 2020-21
- Campionato croato: 5

Jug Dubrovnik: 2012-13, 2015-16, 2016-17, 2017-18
Jadran Spalato: 2024-25
- Kup Hrvatske: 3

Jug Dubrovnik: 2015-16, 2016-17, 2017-18
- Campionato greco: 3

Olympiakos: 2022, 2023, 2024
- Coppa di Grecia: 3

Olympiakos: 2022, 2023, 2024

#### Trofei internazionali
- LEN Champions League: 2

Jug Dubrovnik: 2015-16
Pro Recco: 2020-21
- Supercoppa LEN: 1

Jug Dubrovnik: 2016
- Lega Adriatica: 3

Jug Dubrovnik: 2015-16, 2016-17, 2017-18

### Nazionale
- Giochi olimpici

Rio de Janeiro 2016: 
Parigi 2024: 
- Mondiali

Barcellona 2013: 
Kazan 2015: 
Budapest 2017: 
Gwangju 2019: 
Doha 2024: 
- Europeo

Barcellona 2018: 
Spalato 2022: 
Zagabria-Dubrovnik 2024: 
- Coppa del Mondo

Almaty 2014: 
- World League

Bergamo 2015: 
Ruza 2017: 
Belgrado 2019: 
- Giochi del Mediterraneo

Mersin 2013: 

## Riconoscimenti
- LEN Award: 2017